# Olof Åkerréhn
Olof Åkerréhn, född 1754 i Västra Vingåkers socken, Södermanland, död 9 maj 1812 i Stockholm, var en svensk byggnadsingenjör.

## Biografi
Åkerréhn studerade vid Åbo och Uppsala universitet och förvärvade filosofie magistergraden 1782, var från 1784 verksam byggnadsingenjör och innehade i flera år (till 1795) ett stipendium av Brukssocieteten. Han invaldes 1799 i Vetenskapsakademien och tilldelades 1811 Jernkontorets stora medalj i guld.
Under hans tillsyn uppfördes bland annat 49 stångjärnshammare, 51 knipp- och spikhammarverk, sju plåthamrar, åtskilliga valsverk, blästerverk, gruvkonster och tröskverk, 17 sågverk och 89 kvarnar. Han anlade dessutom Vedevågs järnmanufakturverk (för svartsmiden) i Västmanland (vilket han ledde i flera år), Nyköpings mässingsbruk, några fabriker, byggnaderna vid Kinda kanal- och slussverk m.m.
Utgivningen av hans största arbete, Samlingar i konstbyggnadsvetenskapen, avbröts genom hans död.